# Зарецкий, Анатолий Антонович
Анатолий Антонович Зарецкий (бел. Анатоль Антонавіч Зарэцкі) — белорусский военный деятель, заместитель председателя Комитета государственной безопасности Республики Беларусь (2000—2005).

## Биография
Работал заместителем начальника Управления КГБ Республики Беларусь по Брестской области.
С 4 июля 2000 года по 20 января 2005 года — заместитель Председателя КГБ Республики Беларусь. Являлся заместителем председателя Межведомственной комиссии по защите государственных секретов при Совете Безопасности Республики Беларусь, входил в состав Межведомственной комиссии по безопасности в экономической сфере при Совете Безопасности Республики Беларусь, Совета по координации контрольной деятельности в Республике Беларусь.
В сентябре 2009 года Анатолия Зарецкого пытались привлечь к уголовной ответственности за участие в преступной организации и получение взяток, однако следствие не смогло добыть достаточных доказательств. Зарецкому было предъявлено обвинение только в злоупотреблении властью: «бездействие и злоупотребление своей властью и служебными полномочиями, в результате которых государственным и общественным интересам причинен существенный вред, выразившийся в несвоевременном пресечении преступной деятельности Молочко П.В. и Найдина Л.М., и в подрыве авторитета представляемого им правоохранительного органа». А поскольку ему инкриминировались действия, совершенные им в 2001 году, то срок давности привлечения к уголовной ответственности считался истекшим и уголовное преследование в отношении Зарецкого было прекращено.
В 2012 году Зарецкий работал заместителем председателя правления Белорусской универсальной товарной биржи. В 2019 году Зарецкий был уволен с должности первого заместителя председателя правления Белорусской универсальной товарной биржи.